# Complexe de San Marco

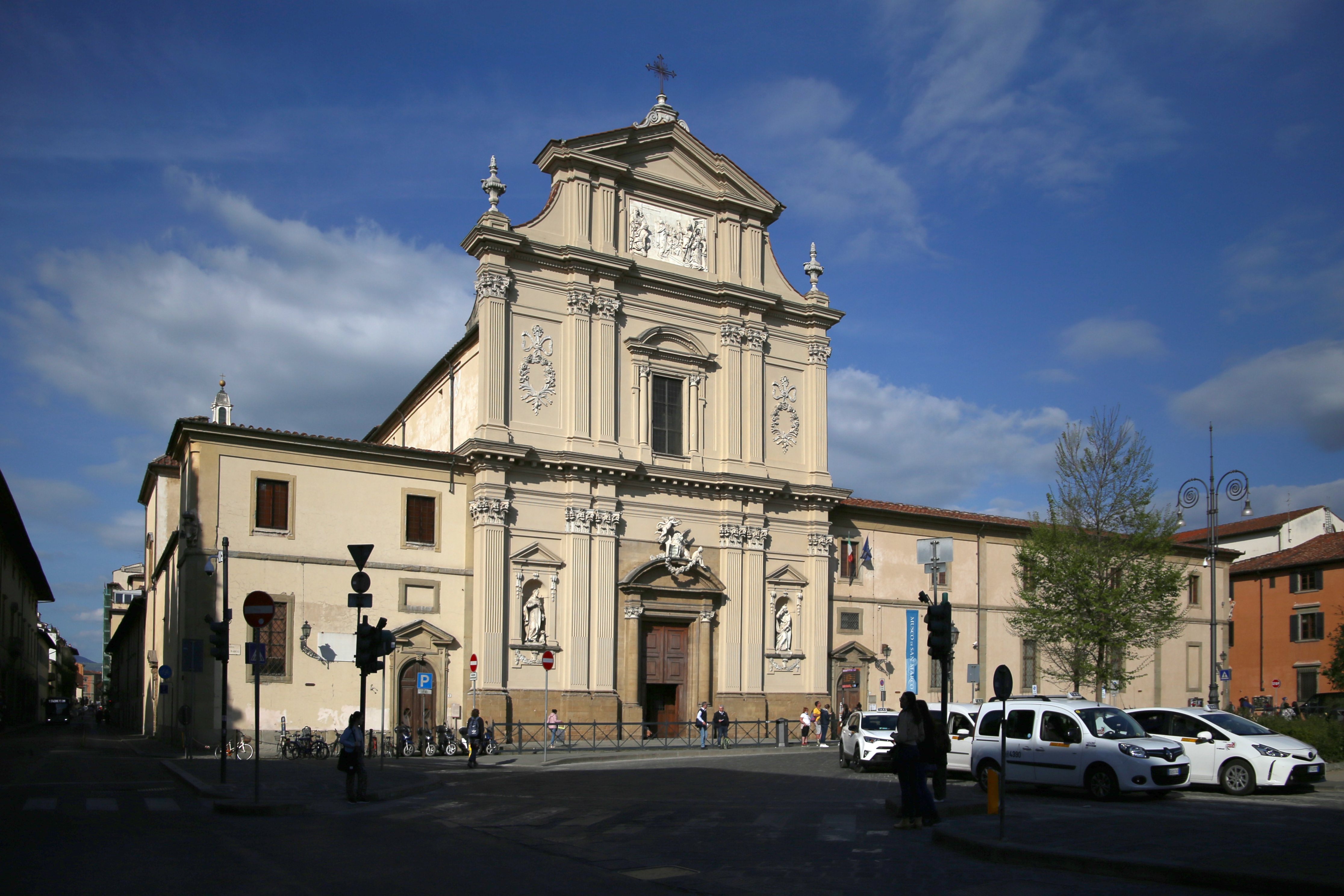
La façade de la basilique du couvent et l'entrée du musée à gauche.

Le complexe de San Marco regroupe plusieurs lieux de la Piazza San Marco dans l'enceinte de l'ancien couvent dominicain de la ville de  Florence (Italie) :
- La basilique San Marco donnant sur la place,
- le musée national San Marco exposant des œuvres peintes principalement de Fra Angelico et  donnant accès au cloître principal,
- le couvent San Marco proprement dit, comportant les cellules décorées par Fra Angelico et celle de Savonarole.
- le musée lapidaire
- les différents jardins et cénacles.
- La Farmacia di San Marco (sur la via Cavour mais pas accessible au public)